# America: A 200-Year Salute in Story and Song
America: A 200-Year Salute in Story and Song è il ventiduesimo album in studio dell'artista country statunitense Johnny Cash, pubblicato nel 1972 dalla Columbia Records. Il disco è un concept album ed è incentrato sulla storia degli Stati Uniti.

## Tracce
1. Opening Dialogue – 0:23 (Cash)
2. Paul Revere – 2:17 (Cash, Glenn D. Tubb)
3. Begin West Movement – 0:26 (Cash)
4. The Road to Kaintuck – 1:21 (Cash, June Carter Cash)
5. To the Shining Mountains – 0:48 (Cash)
6. The Battle of New Orleans – 2:21 (Jimmie Driftwood)
7. Southwestward – 0:37 (Cash)
8. Remember the Alamo – 2:26 (Jane Bowers)
9. Opening the West – 0:56 (Cash)
10. Lorena – 1:50 (Charles Williams)
11. The Gettysburg Address – 2:38 (Abraham Lincoln)
12. The West – 0:57 (Cash)
13. Big Foot – 3:02 (Cash)
14. Like a Young Colt – 0:38 (Cash)
15. Mister Garfield – 3:53 (Ramblin' Jack Elliott)
16. A Proud Land – 0:24 (Cash)
17. The Big Battle – 3:05 (Cash)
18. On Wheels and Wings – 0:30 (Cash)
19. Come Take a Trip in My Airship – 1:05 (Cash)
20. Reaching for the Stars – 0:42 (Cash)
21. These Are My People – 2:38 (Cash)

## Formazione
- Johnny Cash - voce, chitarra
- Carl Perkins, Bob Wootton, Red Lane, Norman Blake, Ray Edenton - chitarre
- Marshall Grant - basso
- Charlie McCoy - armonica, basso
- W.S. Holland - batteria
- Cuck Cochran - piano
- Mark Morris - percussioni